# ロバート・ワイト

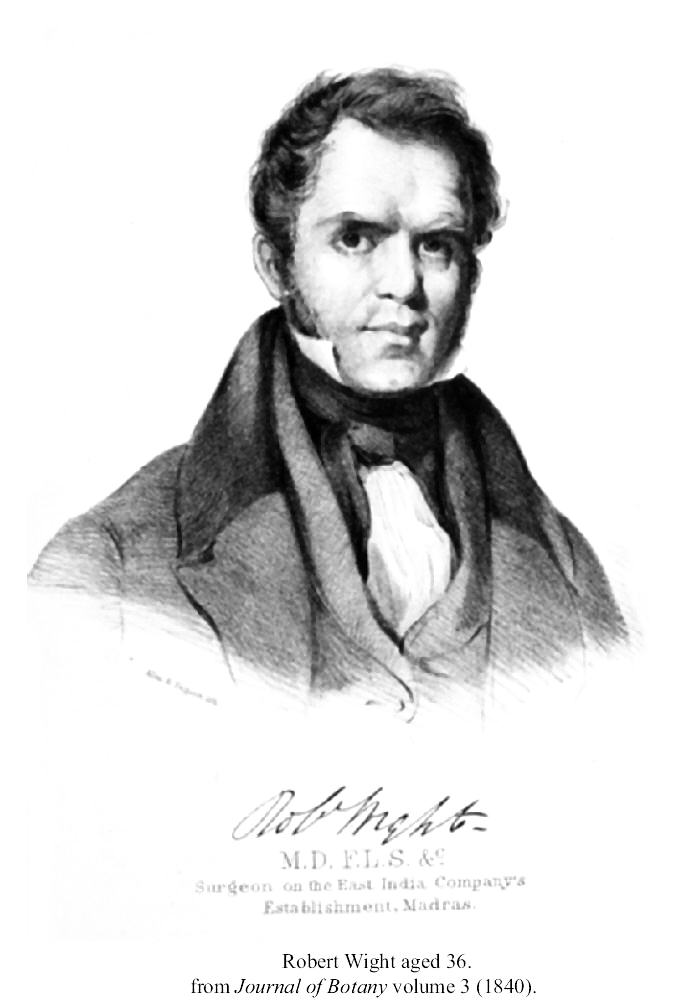
ロバート・ワイト

ロバート・ワイト（Robert Wight、1796年7月6日 – 1872年5月26日）はスコットランドの医師、植物学者である。30年以上、インドで過ごし、マドラス植物園の園長を務めた。現地の画家を使って、植物の絵を描かせ、6巻の植物図鑑、"Icones Plantarum Indiae Orientalis"（「西インドの植物図鑑」）などを出版した。

## 生涯
エディンバラの法廷外弁護士（Writer to the Signet）の息子として、スコットランドのイースト・ロシアンに生まれた。エディンバラ大学で学び、外科医の認可を1816年に受けた。2年間、船医として働いた。1819年に、東インド会社の軍医助手としてインドに渡った。植物学に興味を示し、マドラスに移り、1826年に東インド会社の博物学者の職を得た。1826年から1828年の間に、南インドで多数の植物を採集し、グラスゴー大学のウィリアム・ジャクソン・フッカーに送った。マドラス近郊、ヴェールール、サマラーコタ、ラージャムンドリーなどで集められた。現地の協力者によってコレクションを充実させた。1826年に植物園の仕事から、軍医の仕事に戻されたが、タンジャーヴールの植物の研究を続けた。軍医としいての地位も昇進した。
1831年に健康を害して、スコットランドに戻った時、3000から4000の種の100,000に及ぶ標本を持ち帰った。荷物は2トンにも及んだ。標本はグラスゴー大学の植物学教授、ジョージ・ウォーカー＝アーノット（George Arnott Walker-Arnott）によって研究され、ワイトも2巻からなり、200の図版をつけた著書、"Spicilegium Neilgherrense"を出版した。1840年から1850年の間にも"Illustrations of Indian Botany"を出版し、高く評価された。ウォーカー＝アーノットと共著で"Prodromus Florae Peninsulae Indiae Orientalis"も執筆した。
1834年にインドに戻り、軍医の仕事に戻った後、1836年にタバコや綿花などの栽培を統括する産業部門に転属した。1841年から1850年の間コインバトールの試験農場で働いた。ジェームズ・サワビーの"English botany or coloured figures of British plants" （「英国産植物図譜」）に匹敵するインドの植物の図譜を作ることに興味を持った。自宅に20人もの現地の画家を集めに図を描かせた。彼の好んだ画家、Rungiah (Rungia) と Govindooは、6巻の「西インドの植物図鑑」の大半の図版を描いた。インド人の画家、Govindooの名を、ラン科の属名、ゴヴィンドーイア属（Govindooia、Tropidia属のシノニム）に命名したのは当時のイギリス人としては珍しいことであった。
マドラス農業園芸協会（Madras Agri-Horticultural Society）を設立し、マドラス文芸科学雑誌（Madras Journal of Literature and Science）に寄稿した。綿花の記事をガーデンズクロニクルに寄稿し、エドワード・ウォーニング（Edward John Waring）のインド薬局方のために薬用植物の効能などの情報を与えた。インドで活動する植物学者や園芸家を支援し、ウィリアム・グリフィスが没した後の、カルカッタ博物学雑誌（Calcutta Journal of Natural History）の発行の継続を支援し、グリフィスの乾燥標本の保全に貢献した。
1853年に引退して、イギリスに戻った。レディング近くに家を買い、農作を始めた。最後の公職は、コインバトールの棉の実験農場で働いた。4000近くの、インドの植物標本はキューガーデンに寄付された。
生涯を通じて、3000以上の種について記載し、ジョセフ・ダルトン・フッカーの"flora of India"（「インドの植物」）には40の属と500以上の種が新種として確認された。

## 共著書、"Prodromus Florae Peninsulae Indiae Orientalis"の図版

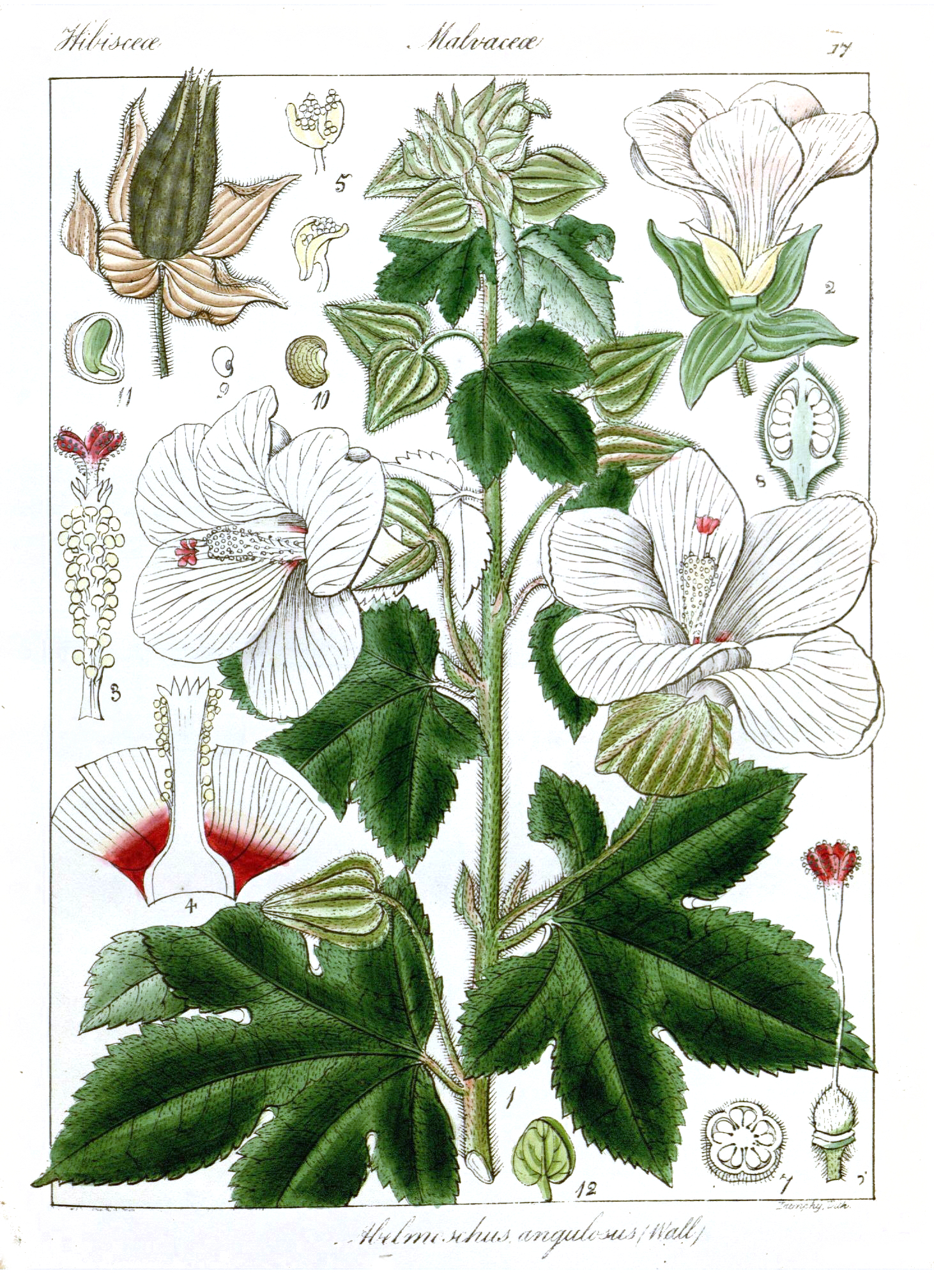
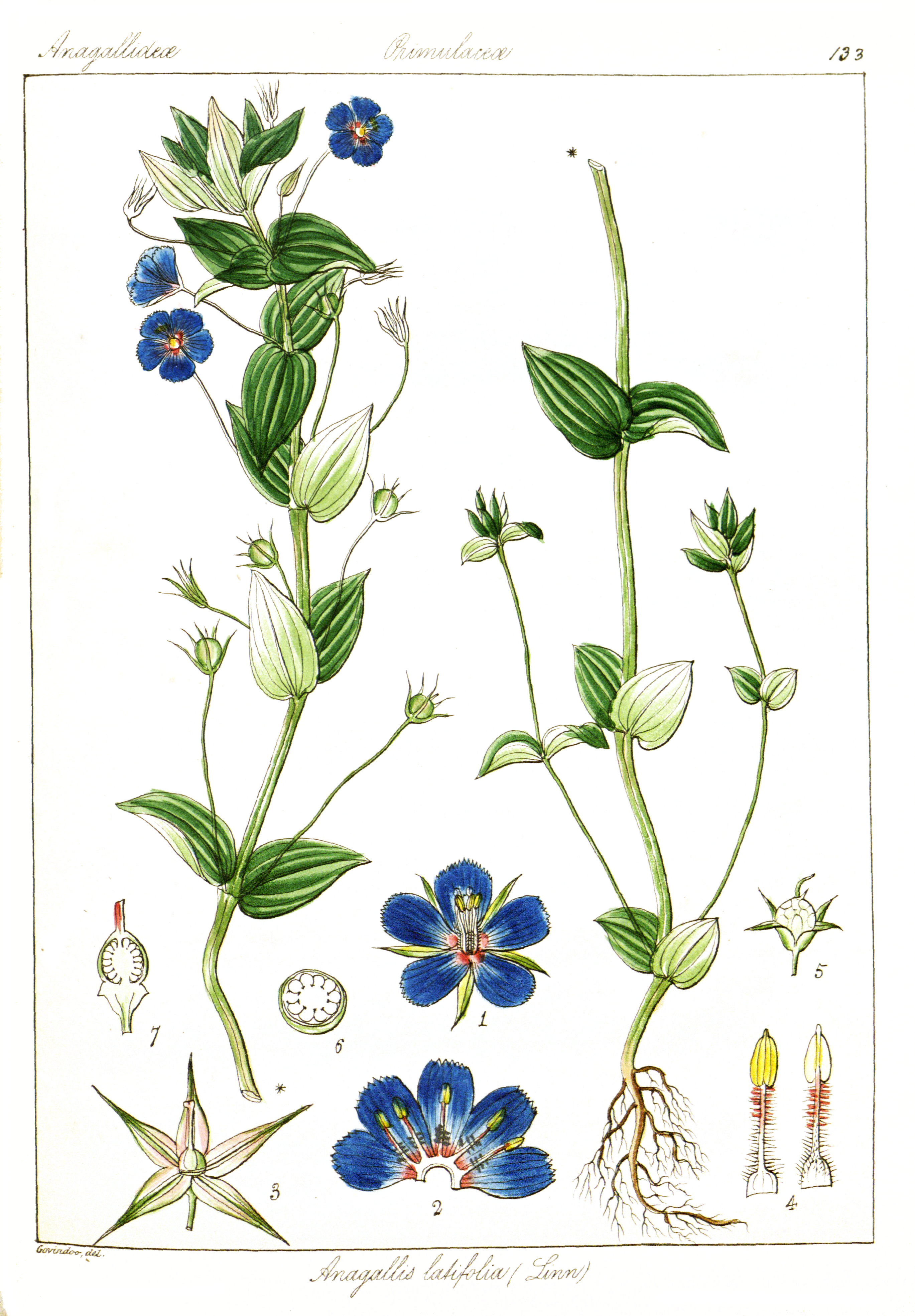
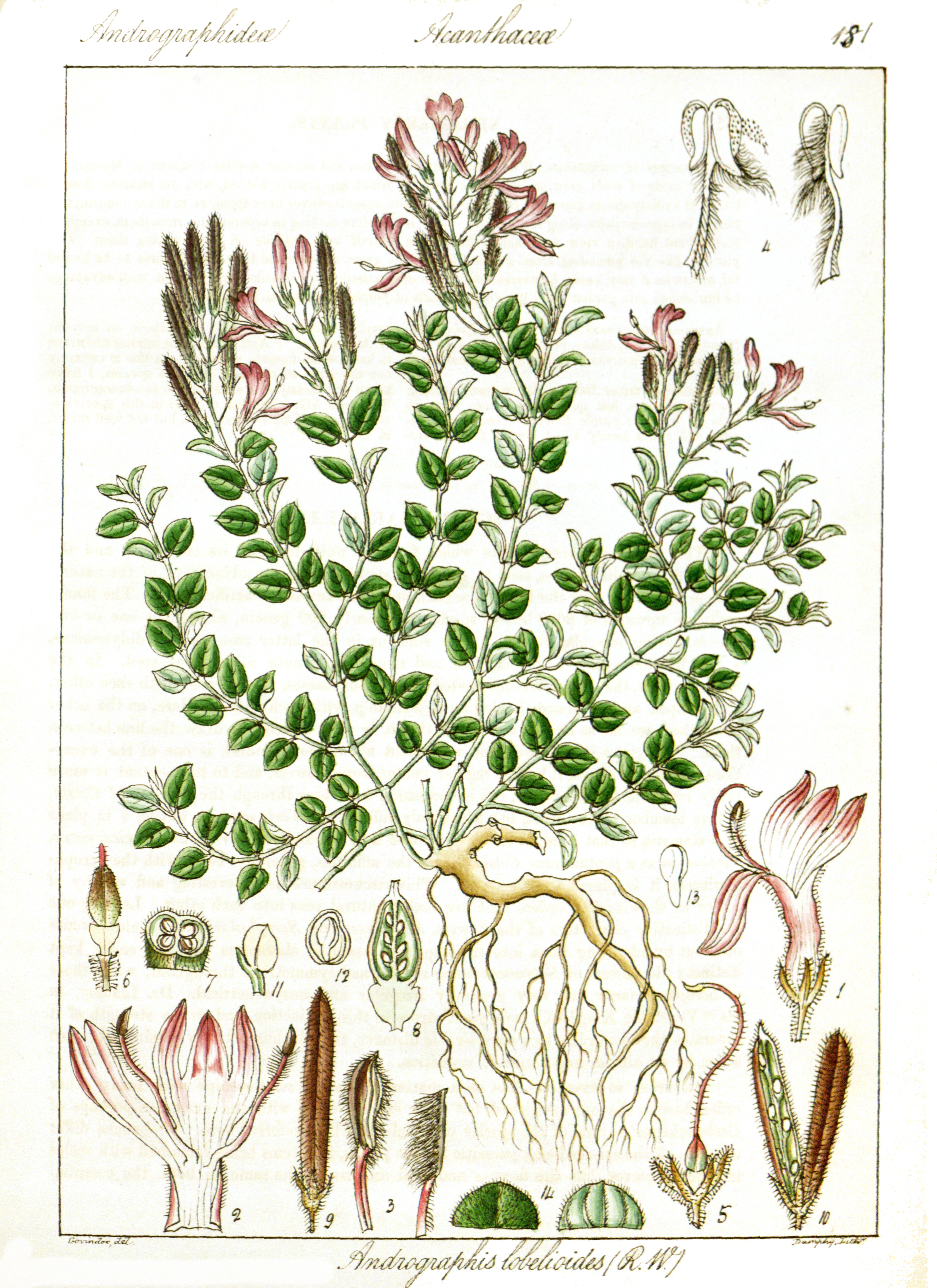
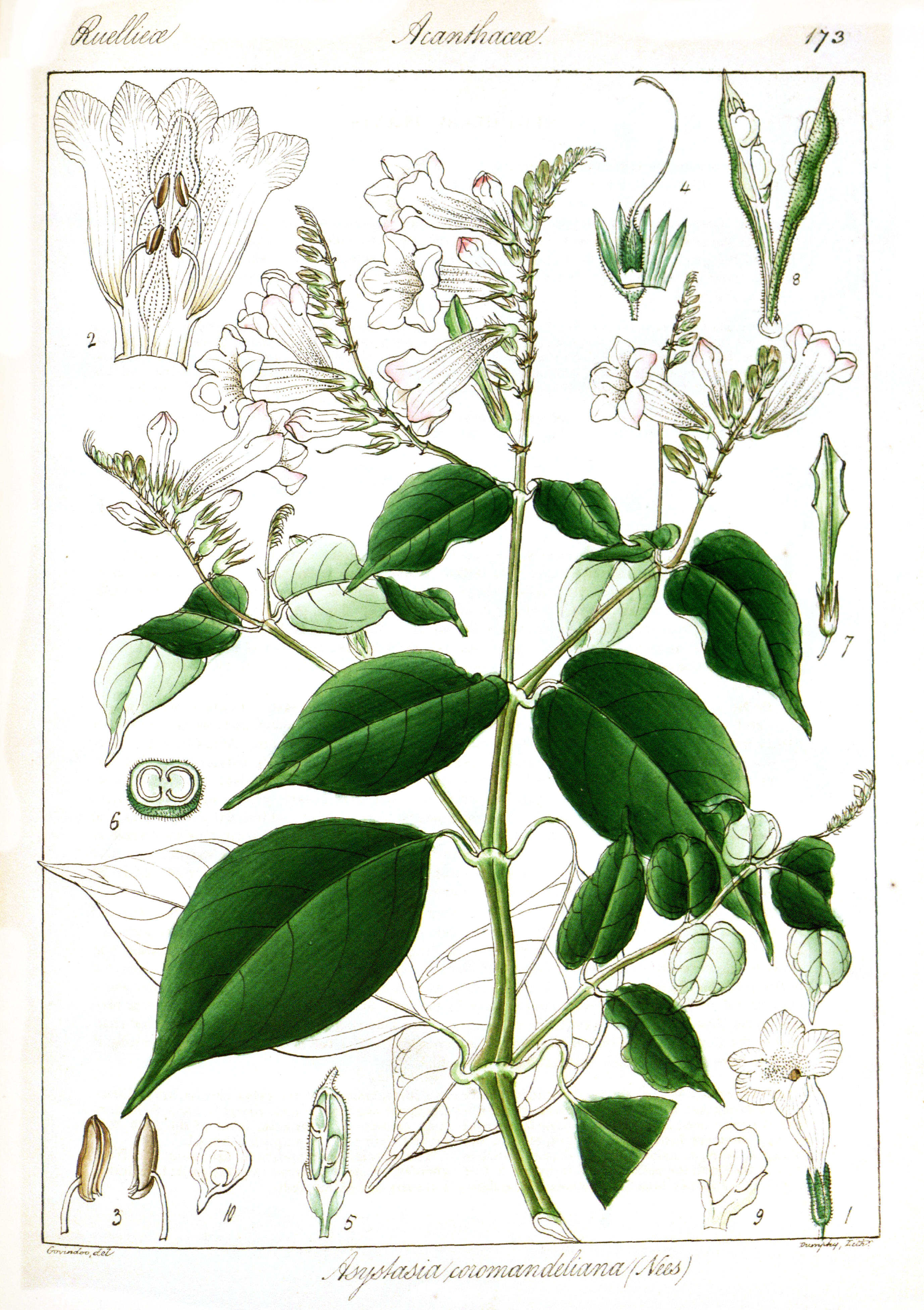